# Urksor
Urksor är en del av en halvö i Finland.   Den ligger i landskapet Egentliga Finland, i den sydvästra delen av landet, 170 km väster om huvudstaden Helsingfors.
Urksor är en del av Nagu. Urksor är ursprungligen en ö, som växt ihop med grannön Taslot i norr, och med Holmen i väster. Dessa tre sammanvuxna öar har nu en landförbindelse med Nagus största ö Storlandet, eftersom ett näs bildats mellan Holmen och Storlandet. Urksor skiljs från Storlandet i söder av Hemsundet.
Inlandsklimat råder i trakten. Årsmedeltemperaturen i trakten är 5 °C. Den varmaste månaden är augusti, då medeltemperaturen är 17 °C, och den kallaste är januari, med −6 °C.